# Park pricing
Il park pricing è uno degli strumenti di mobilità sostenibile. Consiste nel praticare politiche di tariffazione della sosta differenziate per zona (es. più cara via via che ci si avvicina al centro delle città, fino al divieto totale) o per orario (es. più cara nelle fasce diurne, meno cara o gratuita in quelle notturne).
L'uso di tale misura, coordinato con la gestione dei servizi di trasporto pubblico locale e di altre misure (es. road pricing), può consentire di gestire la domanda di sosta (e di accesso ai centri storici) per auto o veicoli commerciali, e rientra a pieno titolo tra gli strumenti a disposizione dei responsabili della mobilità comunali.